# Seitaro Ichinohe
Seitaro Ichinohe (jap. 一戸 誠太郎; ur. 25 stycznia 1996 w Bihoro) – japoński łyżwiarz szybki, olimpijczyk z Pjongczangu 2018 i z Pekinu 2022, mistrz świata.

## Wyniki

### Igrzyska olimpijskie
| Rok  | Gospodarz  | 1500 m | 5000 m | bieg masowy | bieg drużynowy |
| ---- | ---------- | ------ | ------ | ----------- | -------------- |
| 2018 | Pjongczang | —      | 9      | —           | 5              |
| 2022 | Pekin      | 10     | 12     | 8           | —              |

### Mistrzostwa świata na dystansach
| Rok  | Gospodarz      | 1500 m | 5000 m | bieg masowy | bieg drużynowy |
| ---- | -------------- | ------ | ------ | ----------- | -------------- |
| 2019 | Inzell         | 4      | —      | 5           | 4              |
| 2020 | Salt Lake City | 6      | 14     | —           | srebro         |

### Mistrzostwa świata w wieloboju
| Rok  | Gospodarz | 500 m | 1500 m | 10000 m | wielobój |
| ---- | --------- | ----- | ------ | ------- | -------- |
| 2020 | Hamar     | złoto | brąz   | srebro  | brąz     |